# Podabrus nakaoi
Podabrus nakaoi es una especie de coleóptero de la familia Cantharidae.

## Distribución geográfica
Habita en Japón.